# 舞孃騙很大
是一部2019年美國犯罪喜劇劇情片，由蘿倫·絲卡法莉亞執導兼編劇，其故事改編自潔西卡·普斯勒於2015年在《紐約》雜誌上發表的一篇名為「The Hustlers at Scores」的專欄。該片由吳恬敏、珍妮佛·洛佩茲、茱莉亞·史緹爾、琪琪·帕瑪、莉莉·萊茵哈特、莉佐及卡蒂·B主演。
該片於2019年9月7日在多倫多國際影展上舉行全球首映，後於2019年9月13日在美國上映。該片發行後在影評界取得普遍正面的評價，尤其是對洛佩茲的表現。

## 劇情
紐約市的一群脫衣舞孃打算開始透過詐欺到俱樂部消費的股票交易員和執行長，來報復那些貪婪又骯髒的有錢人。

## 演員
- 吳恬敏 飾 朵洛希／命運（Dorothy / Destiny）
- 珍妮佛·洛佩茲 飾 雷蒙娜·維加（Ramona Vega）
- 茱莉亞·史緹爾 飾 伊莉莎白（Elizabeth）
- 琪琪·帕瑪 飾 梅賽德斯（Mercedes）
- 莉莉·萊茵哈特 飾 安娜貝爾（Annabelle）
- 莉佐 飾 麗茲（Liz）
- 卡蒂·B 飾 蒂亞莫德（Diamond）
- 瑪西蒂·芮爾 飾 老媽（Mama）
- 亞瑟小子 飾 他自己
- 法蘭克·華利（英语：Frank Whaley） 飾 瑞斯（Reese）
- 強·葛拉瑟（英语：Jon Glaser） 飾 馬克（Mark）
- 何伟清（英语：Wai Ching Ho） 飾 朵洛希的祖母

## 上映
《舞孃騙很大》最先於2019年9月7日在2019年多倫多國際影展上舉行全球首映。該片於2019年9月13日在美國院線正式上映。
马来西亚原定于2019年9月19日上映，同日大马电检局宣布由于电影中女主角的穿着打扮都性感诱人，加上诱人挑逗的钢管舞演出情节尺度过大，而取消上映。

## 评论
根据309条评论，该影片在烂番茄上支持率为88％，平均评分为7.31。该网站的关键共识是：「该片是珍妮佛·洛佩兹的职业生涯中最佳表演，在她的带领下，该影片具有独特的力量，使骗局戏剧具有深度和智慧，以匹配其惊人的视觉吸引力」。在Metacritic上，根据44位评论家的评论，这部电影的加权平均分是79分（满分100分），显示「普遍不错」。CinemaScore的观众对这部电影的评分为A +到F级，平均分数为B–，而PostTrak的评分为5分，平均3.5分，“肯定推荐”率为50％。

## 外部連結
- 互联网电影数据库（IMDb）上《舞孃騙很大》的资料（英文）